# Ktyrimisca
Ktyrimisca is een vliegengeslacht uit de familie van de roofvliegen (Asilidae).

## Soorten
- K. griseicolor (Lehr, 1964)
- K. rava Lehr, 1967
- K. setifemur Lehr, 1967
- K. stackelbergi Lehr, 1967